# Ямантау
Яманта́у (баш. Яман тау — «плохая (злая) гора») — высшая точка Южного Урала. Расположена в Белорецком районе Республики Башкортостан Российской Федерации. В ряде русскоязычных энциклопедий конца XIX — начала XX века используются названия Яман-тау, Яман-Тау и Яман-тюбе.
Высота над уровнем моря — 1640,4 м. В двух километрах к юго-востоку расположена вершина Малый Ямантау (1512,7 м). Находится на территории Южно-Уральского заповедника.
В 10 км к западу от подножья Ямантау расположен город (ЗАТО) Межгорье (а именно один из двух его микрорайонов, Центральный; второй микрорайон, Юго-Западный, отдалён ещё на 25 км).
Годовая сумма осадков составляет от 700 до 1100 мм. Снежный покров составляет 80—100 см и лежит в среднем от 180 до 205 дней. Выражена высотная поясность ландшафтов. 
Средняя температура января составляет −14…-17 °C, июля +9…+16 °C.

## Топонимика
Башкиры зачастую вкладывали прикладной смысл в название географических объектов. Название «злая гора», вероятно, вошло в обиход, поскольку склоны горного массива заболочены и завалены курумником, что не позволяло пасти скот. Также бытуют верования местных башкир о том, что лошади умирали во время похода на эту гору, а на склонах горы водилось много медведей.
П. И. Рычков в своей книге «Топография Оренбургская» писал:

Яманъ Тау, то есть худая, или злая гора, на Нагайской дорогѣ, на которой также всегда снѣги лежатъ…

## Подземные объекты
В советское время на этом месте находились два военных гарнизона: Белорецк-15 и Белорецк-16. Эти гарнизоны были объединены в закрытый город Межгорье в 1995 году.
По данным Стратегического командования Вооружённых сил США, горы Ямантау и Косьвинский Камень могут являться ядерными объектами или секретными комплексами бомбоубежищ. В конце 1990-х годов на спутниковых снимках были обнаружены крупные строительные мероприятия.

## В массовой культуре
- Гора изображена как местонахождение секретного советского военного комплекса в компьютерной игре Call of Duty: Black Ops.
- Одна из глав игры Metro Exodus разворачивается в горе Ямантау, в которой, по сюжету, находилось бомбоубежище правительства РФ.
- В серии фантастических книг Алексея Доронина «Чёрный день», посвящённых выживанию цивилизации после ядерной войны, произошедшей в начале XXI века, герои обнаруживают под горой стратегический запас ресурсов, продуктов питания, техники и прочего.
- В серии фантастических книг Стюарта Слейда «The Salvation War» под горой Ямантау находится секретный комплекс на случай ядерной войны. После начала Войны за Спасение и вторжения Легионов Ада данный комплекс становится местом заседаний Совета Ямантау — совета из 15 государств которые первыми бросили вызов Аду и Раю.
- В романе Алексея Иванова «Вегетация» герои отправляются из Магнитогорска к горе Ямантау с её секретной базой[8][9].